# Antonio Maria Bononcini
Antonio Maria Bononcini (Marc’Antonio) (Módena, 18 de junio de 1677 - Módena, 8 de julio de 1726), fue un compositor italiano.

## Biografía
Su carrera se desarrolló a la sombra de su hermano Giovanni Battista Bononcini, hasta tal punto que en ocasiones se duda en atribuir a uno u otro algunas obras.
Residió en Viena y en Berlín donde escribió algunas óperas y oratorios. En 1716 de regreso en Bolonia, se ocupó en primer lugar del teatro y más delante de la Capilla del duque de Este (1721).

## Su obra
Fue un maestro de la ópera napolitana, entre las que destacan: Camilla regina di Volsci ovvero Il trionfo di Camilla, representada en Nápoles, 1696, Astianatte, representada en Pratolino, 1701; también sobresalen sus oratorios: Il trionfo della grazia (1707), La decollazione di San Giovanni Battista (1709); cantatas; una misa a 5 voces; un Stabat Mater a 4 voces.
- Datos: Q2359145
- Multimedia: Antonio Maria Bononcini / Q2359145